# Революція далеків
«Революція далеків» (англ. Revolution of the Daleks) — новорічний спецвипуск поновленого британського науково-фантастичного телесеріалу «Доктор Хто». Уперше вийшов в ефір 1 січня 2021 року. Сценарій написаний Крісом Чібноллом, режисером виступив Лі Хейвен Джонс. Епізод прив'язаний до дванадцятого сезону та продовжує події «Позачасових дітей».
Головними героями є тринадцяте втілення іншопланетного мандрівника у часі на ім'я Доктор (у виконанні Джоді Віттакер) та її супутників, що подорожують з нею — Грема О'Браяна (грає Бредлі Велш), Раяна Сінклейра (грає Тосін Кол) та Ясмін Кхан (грає Мендіп Ґілл). Також повертається Джек Гаркнесс у виконанні Джона Барроумена. Разом вони розбираються з черговим вторгненням смертоносних далеків, які маніпулювали винахідником Лео та його начальником, брудним бізнесменом Джеком Робертсоном.

## Сюжет
У 2019 році, невдовзі після знищення далека-розвідника командою Доктора (події спецвипуску «Рішення»), його пошкоджену оболонку доставляли до державного закладу, але дорогою перехопили, отруївши водія вантажівки. Бізнесмен Джек Робертсон фінансує проєкт оборонного дрона на основі уламків далека для придушення громадських заворушень. Він передає кілька зразків політикині Джо Паттерсон для використання в її окрузі.
У теперішній час же пройшло 10 місяців, як Грем, Раян і Ясмін повернулися на Землю. Перші двоє зустрічаються з Яс у TARDIS (що доставила їх додому і замаскована під міський будинок), де вона розслідує зникнення Доктора і шукає спосіб її знайти. Грем показує злите в Інтернет відео, що демонструє далекоподібного дрона. Згодом команда безуспішно стикаються з Робертсоном, прагнучи дізнатися правду.
Паттерсон за попередніми підрахунками обирається на посаду прем'єр-міністра Великої Британії, тому просить збільшити виробництво, щоб впровадити оборонних дронів на національному рівні. Вчений Лео Руґаззі знаходить на уламках далека органічні клітини і шляхом клонування створює живу істоту. Робертсон наказує спалити її, проте після цього вона виривається і бере під свій контроль розум Лео. Не контролюючи власні дії, він вирушає до міста Осака, Японія, де в одній зі споруд вирощує клонованих далеків.
Тим часом Доктор ув'язнена в астероїді протягом кількох десятиліть. Невдовзі вона зустрічає там Джека Гаркнесса, який дізнався про її утримання та вчинив низку злочинів, щоб пробратися сюди. Він використовує спеціальну бульбашку (що заморожує час), аби втекти до маніпулятора часового вихру, що Джек сховав у іншій камері. За його допомогою вони і потрапляють до TARDIS Доктора. Тринадцята повертається до своїх супутників і дізнається про нову загрозу. Джек і Яс вивчають установу в Японії, поки Доктор, Грем та Раян допитують Робертсона. Разом усі зустрічаються в Осаці, де далек розповідає свій план перетворення Землі. Використавши ультрафіолетове світло, він телепортує клонованих далеків у виготовлені дрони, що починають винищувати людей, в тому числі і Джо Паттерсон. 
Доктор надсилає розвідувальний сигнал у часовий вихор, що надходить до корабля Смертельного загону далеків. Загін прибуває на Землю і знищує клонів розвідника, адже вони не вважаються чистими далеками через наявність людської ДНК. Вражений їхнім інтелектом, Робертсон прагне укласти союз з прибульцями і розповідає їм, що все це насправді витівка Доктора. Джек Гаркнесс, Грем і Раян проникають на ворожий корабель, закладаючи вибухівки. Доктор заманює далеків в іншу TARDIS, замаскувавши її під власну, запрограмувавши на сплющення і переміщення до Пустоти. Робертсон аргументує свій вчинок тим, що він був «приманкою» для далеків, а далі задля відновлення своєї репутації заявляє, що сам поборов далеків.
Після того, як Джек покидає команду, щоб зустрітися з Ґвен Купер, Доктор готується до наступної мандрівки зі супутниками. Проте Раян вирішує залишитися, після всіх цих пригод він нарешті зрозумів, як поводитися з власним життям. Грем теж розлучається з Доктором, щоб підтримати онука. Доктор продовжує мандрувати з Ясмін, поки Раян і Грем використовують подарований психічний папір для вирішування надприродних проблем на Землі.

## Виробництво

### Написання сценарію
Сценарій написаний шоуранером серіалу Крісом Чібноллом. Назва спецвипуску була показана після титрів фіналу дванадцятого сезону «Позачасові діти». У серії повертаються далеки, що востаннє з'явилися у «Рішенні», новорічному спецепізоді 2019.

### Кастинг
Тосін Кол, Бредлі Велш і Мендіп Ґілл знову зіграли ролі супутників. Перші двоє покинули серіал у цьому епізоді. 23 листопада 2020 року, з виходом тизеру, Джон Барроумен заявив про повернення до ролі Джека Гаркнесса в якості гостьового персонажа.
У SFX #355 за листопад 2020 року було зазначено, що Кріс Нот знову зіграє бізнесмена Робертсона з епізоду «Арахніди у Великій Британії» одинадцятого сезону, а Гаррієт Волтер також поповнить акторський склад. В кінці серії було камео Шерон Д. Кларк у ролі Грейс О'Браян, бабусі Раяна.

### Знімання
Лі Хейвен Джонс виступив режисером «Революції далеків». Кліфтонський підвісний міст у м. Бристоль був використаний для початкової сцени з протестами і далеками як захисними дронами. Її фільмували у жовтні 2019 року, коли міст був закритий ніби-то для ремонту. Фото й відео далеків на мості під час перерви знімальної групи були опубліковані перехожими в мережі ще в жовтні 2019 року.
У квітні 2020 року Кріс Чібнолл підтвердив, що пост-продакшн епізоду здійснюється дистанційно з початку пандемії коронавірусу. Кілька кадрів зі знімання були опубліковані в рамках віртуального Comic Con 9 жовтня 2020 року.

## Трансляція епізоду та відгуки

### Реліз
Серія вийшла в ефірі BBC One у Великій Британії 1 січня 2021 року після анонсу «святкового спецвипуску» 2020/2021 рр. Того ж дня вона вийшла у США на телеканалі BBC America, а в Австралії на ABC та ABC iview 2 січня 2021 року.
«Революція далеків» отримає окремий випуск на DVD й Blu-ray 25 січня 2021 року в Регіоні 2/B та 2 березня у Регіоні 1/A.

### Рейтинги
За всю ніч серію переглянули 4,69 мільйони глядачів, що робить її третьою найпопулярнішою програмою за переглядами того дня у Великій Британії та найбільшою за переглядами на BBC One. Офіційні показники складають 6,25 мільйонів глядачів по всіх британських каналах. Статистика від BARB демонструє авдиторію у 6,35 мільйонів при врахуванні всіх платформ, друге місце за переглядами того дня і десяте за тиждень. Індекс оцінки складає 79 балів.
На BBC America епізод переглянули 652 000 людей.

### Сприйняття
Спецвипуск отримав 67% загального схвалення і середню оцінку 7,33 на основі дванадцяти відгуків на агрегаторі Rotten Tomatoes. Консенсус сайту відмічає, що «попри веселі моменті та деякі приємні зустрічі, «Революція далеків» не має емоційної ваги, щоб здіймати свої соціальні коментарі й два прощання [з героями]».

## Саундтрек
Дванадцять вибраних композицій, написаних композитором Шеганом Акінолою, з цього спецвипуску були опубліковані 2 січня 2021 року на цифрових музичних платформах компанією Silva Screen Records.
| #   | Назва                                                             | Тривалість |
| --- | ----------------------------------------------------------------- | ---------- |
| 1.  | «367 хвилин (367 Minutes)»                                        | 1:58       |
| 2.  | «Чашка (The Right Man)»                                           | 1:15       |
| 3.  | «Дещо революційне (Something Revolutionary)»                      | 6:48       |
| 4.  | «Проривна куля (Breakout Ball)»                                   | 6:54       |
| 5.  | «Клон (The Clone)»                                                | 6:28       |
| 6.  | «Виробнича лінія (The Production Line)»                           | 8:48       |
| 7.  | «Стабільність і безпека (Stability and Security)»                 | 3:48       |
| 8.  | «Дякую за те, що був моїм другом (Thank You for Being My Friend)» | 3:52       |
| 9.  | «Активувати (Activate)»                                           | 5:51       |
| 10. | «Смертельний загін (The Death Squad)»                             | 5:59       |
| 11. | «Погані хлопці (Bad Boys)»                                        | 8:10       |
| 12. | «Прощавай, сімейка (Bye Fam)»                                     | 7:19       |

## Цікаві факти
- Напис «Колись давно, далеко-далеко звідси...» є відсиланням до традиційних початкових титрів фільмів саги «Зоряні війни» («Колись давно у далекій-далекій галактиці…»).
- У в'язниці-астероїді, куди потрапила Доктор після затримання джудунами за 7000 скоєних злочинів, також знаходилися іншопланетні створіння з попередніх сезонів. Один з плакучих янголів зв'язаний та ізольований, що б він не зміг перемістити когось у минуле. Бонні та Клайдом Доктор називає пару з уда й сікоракса. Також тамтешніми в'язнями є птінг — маленька істота з «Головомки Цуранга» одинадцятого сезону та один з адептів Тиші. На загальному кадрі можна помітити скітра, тіджарійця і кіберлюдину.
- В'язниця знаходиться на відстані 79 мільярдів світлових років від Землі.
- Доктор перед сном сама собі розповідає класичну історію, яка є початком роману «Гаррі Поттер і філософський камінь». Одинадцятий Доктор згадував, що любить історії перед сном, а Десятий висловлював любов до творів Джоан Роулінг.
- Щоб привернути увагу Доктора, Джек Гаркнесс стукає чотири рази, що було пророцтвом удів щодо смерті Десятого Доктора.
- За час розлуки з Доктором, Раян зблизився зі своїм батьком, а Ясмін вивчала TARDIS.
- Далеки-клони говорять, що їм прийшлось модифікувати ДНК, щоб вижити. Так само діяв і далек Сек, створивши гібрид далека і людини («Еволюція далеків»), проте обидві ідеї не сприйнялись серйозно. Далеки виступають за чистоту своєї раси.
- Роберстон розповідає про свою зустріч з далеками в ефірі програми Newsnight. У цій сцені ведуча Емілі Мейтліс у якості камео зіграла саму себе.[6]
- У кінці епізоду Грем і Раян говорять про вторгнення тролів на фінське селище і створінь з гравію у Кореї.